# Kajakarstwo na Igrzyskach Europejskich 2019
Na Igrzyskach Europejskich 2019 w Mińsku odbyło się szesnaście konkurencji w sprincie kajakowym. Rozegrano je między 25 a 27 czerwca 2019 r. Pięć z nich było zawodami kanadyjek, a jedenaście kajaków. 
W przeciwieństwie do edycji z 2015 r. impreza ta zastąpiła Mistrzostwa Europy w kajakarstwie, które miały odbyć się w 2019 r. (a których ECA postanowił ostatecznie nie organizować), 

## Kwalifikacje
W kwalifikacjach wzięło udział 350 sportowców: 175 mężczyzn i tyle samo kobiet. 
Eliminacjami do tego turnieju były Mistrzostwa Europy w Kajakarstwie 2018 rozegrane w Belgradzie w Serbii w dniach 8-10 czerwca 2018 roku. 

## Kalendarz
Harmonogram zawodów: 
| H | Eliminacje | ½ | Półfinały | F | Finały |

| Konkurencja/Data | 25 czerwca | 25 czerwca | 26 czerwca | 26 czerwca | 27 czerwca |
| ---------------- | ---------- | ---------- | ---------- | ---------- | ---------- |
| C-1 200 m        |            |            | H          | ½          | F          |
| C-1 1000 m       | H          | ½          | F          | F          |            |
| C-2 1000 m       | H          | ½          | F          | F          |            |
| K-1 200 m        |            |            | H          | ½          | F          |
| K-1 1000 m       | H          | ½          | F          | F          |            |
| K-1 5000 m       |            |            |            |            | F          |
| K-2 1000 m       | H          | ½          | F          | F          |            |
| K-4 500 m        | H          | ½          |            |            | F          |

| Konkurancja/Data | 25 czerwca | 25 czerwca | 26 czerwca | 26 czerwca | 27 czerwca |
| ---------------- | ---------- | ---------- | ---------- | ---------- | ---------- |
| C-1 200 m        |            |            | H          | ½          | F          |
| C-2 500 m        | H          | ½          |            |            | F          |
| K-1 200 m        |            |            | H          | ½          | F          |
| K-1 500 m        | H          | ½          |            |            | F          |
| K-1 5000 m       |            |            |            |            | F          |
| K-2 200 m        |            |            | H          | ½          | F          |
| K-2 500 m        | H          | ½          | F          | F          |            |
| K-4 500 m        | H          | ½          |            |            | F          |

## Medaliści i medalistki

### Mężczyźni[4]
| Konkurencja | Złoto           | Srebro            | Brąz               |
| ----------- | --------------- | ----------------- | ------------------ |
| C-1 200m    | Arcem Kozyr     | Nicolae Craciun   | Alfonso Benavides  |
| C-1 1000m   | Tomasz Kaczor   | Kiryłł Szamszurin | Sebastian Brendel  |
| C-2 1000m   | Rumunia         | Ukraina           | Rosja              |
| K-1 200m    | Maxime Beaumont | Balázs Birkás     | Dzmitryj Traciakou |
| K-1 1000m   | Bálint Kopasz   | Fernando Pimenta  | Aleh Jurenia       |
| K-1 5000m   | Bálint Kopasz   | Fernando Pimenta  | Max Hoff           |
| K-2 1000m   | Niemcy          | Ukraina           | Rosja              |
| K-4 500m    | Rosja           | Niemcy            | Słowacja           |

### Kobiety[4]
| Konkurencja | Złoto             | Srebro       | Brąz                |
| ----------- | ----------------- | ------------ | ------------------- |
| C-1 200m    | Alena Nazdrowa    | Lisa Jahn    | Dorota Borowska     |
| C-2 500m    | Węgry             | Białoruś     | Rosja               |
| K-1 200m    | Emma Jørgensen    | Danuta Kozák | Marta Walczykiewicz |
| K-1 500m    | Wolha Hudzenka    | Danuta Kozák | Emma Jørgensen      |
| K-1 5000m   | Maryna Litwinczuk | Dóra Bodonyi | Marianna Petrušová  |
| K-2 200m    | Ukraina           | Niemcy       | Białoruś            |
| K-2 500m    | Białoruś          | Węgry        | Rosja               |
| K-4 500m    | Węgry             | Białoruś     | Polska              |

## Źródła
1. 1 2  Athletes :: 2ND EUROPEAN GAMES 2019 MINSK, BELARUS [online], minsk2019.by [dostęp 2019-07-08] (ang.).
2. ↑  European Canoe Association [online], www.canoe-europe.org [dostęp 2019-07-08].
3. ↑  Canoe Sprint: Schedule and Results :: 2ND EUROPEAN GAMES 2019 MINSK, BELARUS [online], minsk2019.by [dostęp 2019-08-08] (ang.).
4. 1 2  Canoe Sprint: Medallists :: 2ND EUROPEAN GAMES 2019 MINSK, BELARUS [online], minsk2019.by [dostęp 2019-08-08] (ang.).